# Thames Gateway
El Thames Gateway es un área de sesenta kilómetros —cuarenta millas— de extensión que cubre parte del Gran Londres y del este y el sudeste de Inglaterra (Reino Unido) a ambos lados del río Támesis y el estuario del Támesis. El área incluye gran parte de área industrializada abandonada, ha sido el objetivo de una regeneración urbana a gran escala, aprovechándose de las oportunidades potenciales de desarrollo como consecuencia de la construcción del tramo de vía High Speed 1. El proceso de desarrollado será llevado a cabo por agencias regionales de desarrollo repartidamente, corporaciones de desarrollo y por sociedades locales.

## Área
El Thames Gateway engloba una sección de dieciséis distritos repartidos en tres regiones.
| Región       | Distritos |  |
| ------------ | --- |  |
| Gran Londres | Desde la zona nordeste a la zona sudeste del Plano de Londres: los municipios de Barking y Dagenham, Bexley, Havering, Lewisham, Greenwich, Newham y Tower Hamlets |  |
| Este         | Basildon, Castle Point y Rochford —todos ellos distritos no metropolitanos de Essex—, y las autoridades unitarias de Thurrock y Southend-on-Sea                    |  |
| Sudeste      | Dartford, Gravesham y Swale —todos ellos distritos no metropolitanos de Kent—, y la autoridad unitaria de Medway.                                                  |  |

## Perfil
El área es hogar de alrededor de 1,6 millones de personas y contiene algunos de los distritos más pobres del país, caracterizado por una falta de acceso al transporte público, servicios, al empleo, y a una calidad de vivienda aceptable. Sus límites fueron diseñados para englobar una parte del río que antes fue base para extensos terrenos dedicados a la industria, sirviendo a Londres y al sudeste de Inglaterra, cuyo declive ha dejado un legado a gran escala de tierra abandonada y en ruinas.

## Administración
El Departamento de Vivienda, Comunidades y Gobierno Local (DLUHC) es responsable de coordinar el proyecto y desarrollarlo, el cual será repartido por tres agencias de desarrollo regionales, la Agencia de Desarrollo de Londres (LDA), la Agencia del Este de Inglaterra, y la Agencia de Desarrollo del Sudeste.
El objetivo del Thames Gateway es el de mejorar la economía de la región a través de la reconversión en una zona industrial y de agricultura. Es posible hacer una similitud entre este proyecto con el acaecido en París y su valle Marne, solo que aquí la extensión de terreno a cubrir será mucho mayor.
- Datos: Q4116189